# Magura (1416 m)
Magura (1416, 1338 m) – dwuwierzchołkowy szczyt w zachodniej części Niżnych Tatr w tzw. Grupie Salatynów. Znajduje się w grzbiecie odbiegającym od Salatína na zachód. Południowe stoki obydwu wierzchołków opadają do doliny potoku Ráztočná. Od wyższego wierzchołka w południowo-zachodnim kierunku odbiega grzbiet łączący go z Červeną Magurą, w kierunku północnym od obydwu wierzchołków odbiegają dwa krótkie, skaliste grzbiety opadające w widły dwóch źródłowych cieków Ludrovčanki.
Masyw Magury zbudowany jest z wapieni i dolomitów. Niemal w całości porastają go lasy, ale w partiach grzbietowych między obydwoma wierzchołkami są trawiaste obszary, a wszystkie grzbiety są skaliste. W większości znajduje się w granicach  Parku Narodowego Niżne Tatry, ponadto znaczna część podlega jeszcze bardziej ścisłej ochronie, należy bowiem do dużego rezerwatu przyrody Salatín. 
Przez Magurę nie prowadzi żaden szlak turystyczny.